# 高川定子
高川 定子（たかがわ さだこ、1953年12月1日 - ）は、日本の元女子バスケットボール選手である。秋田県仙北郡中仙町（現・大仙市）出身。現役時代のポジションはガード。

## 来歴
中仙町立豊成中学校時代に、姉の影響でバスケットボールを始める。秋田県立角館南高等学校卒業後、共同石油に入社。入社3年目に同郷の中村和雄が共石のコーチに就任すると、キャプテンに抜擢されるが、左足の怪我などもあり、レギュラー定着は6年目の1977-1978年シーズンと遅咲きの選手だった。1978-1979年シーズン、1979-1980年シーズンのチームの日本リーグ連覇に貢献し、1978-1979年シーズンではリーグベスト5にも選ばれた。
派手さはないが、中村コーチは高川を精神的な強さを持った選手として、高く評価していた。
全日本にも選ばれ、1978年アジア競技大会にも出場。

## 日本代表歴
- 1978年アジア競技大会